# Rangda

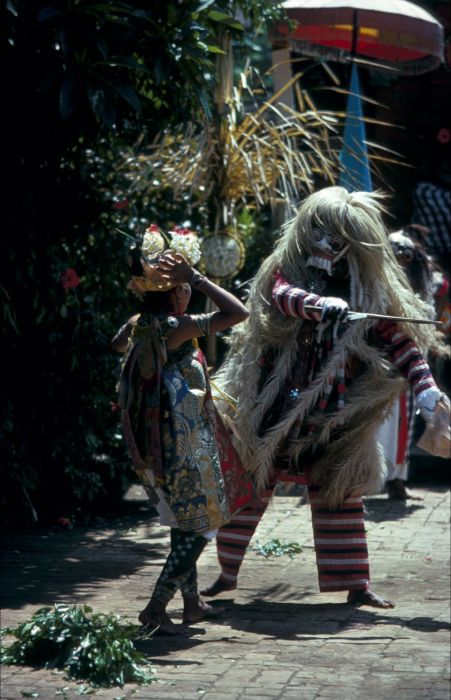
Rangda numa cena de dança Barong

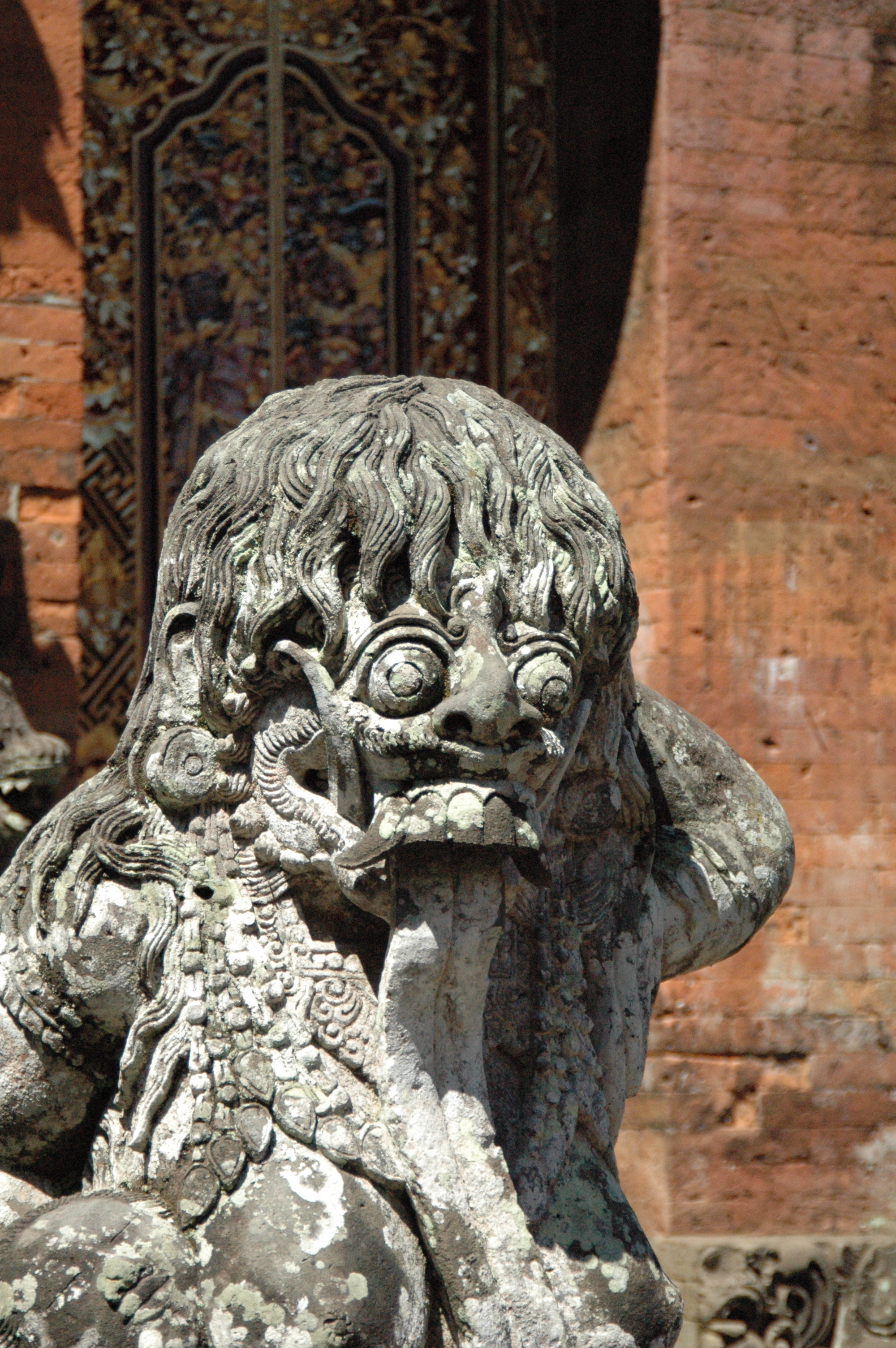
Estátua de Rangda num templo

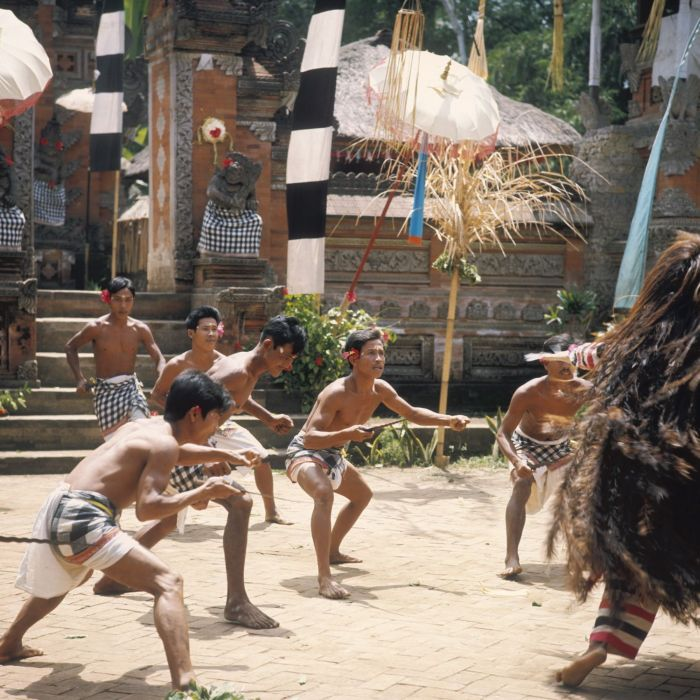
Performance da dança Barong com dançarinos com kris (adagas do Sudeste Asiático) e Rangda

Rangda é a rainha demônio dos leyaks na ilha de Bali, Indonésia, segundo a tradicional mitologia balinesa. De compleição aterrorizante, Rangda, "a devoradora de crianças", lidera um exército de bruxos do mal contra Barong, o líder das forças do bem.

## Descrição
Rangda é importante na cultura balinesa, e apresentações retratando suas lutas com Barong ou com Airlangga nesse conto são populares atrações turísticas, bem como uma tradição. Ela é descrita como uma mulher  de idade avançada quase nua, com cabelos longos e desgrenhados, seios pendurados e garras. Seu rosto é tradicionalmente uma máscara horripilante com presas e olhos arregalados, com uma língua comprida e saliente.

## História
Bali é uma ilha hindu e é sugerido que Rangda também pode estar intimamente associada com Durga.  Ela também tem sido identificada com a deusa-mãe guerreira hindu, Kali, a deusa-mãe negra da transformação, destruição e proteção no hinduísmo.
Enquanto Rangda é vista como temível e por muitos como a personificação do mal, ela também é considerada, no entanto, uma força protetora em certas partes de Bali, bem como Kali é vista como uma deusa-mãe benevolente nos estados indianos da Bengala Ocidental, Assam e Kerala. As cores associadas a ela - branco, preto e vermelho - são idênticas às associadas a Kali. Sua iconografia é semelhante tanto à de Kali como de Chamunda, que estão intimamente relacionados.
Outras interpretações afirmam que Rangda pode ser derivada a partir do século XI da rainha javanesa Mahendradatta, que foi exilada pelo rei, Dharmodayana, por alegada prática de feitiçaria. O conto em torno disso é que ela começou a se vingar, matando metade do reino (que até então pertencia a ela e ao filho de Dharmodayana, Erlangga), com a praga antes de ser superada por um homem santo. O nome Rangda significa "viúva".

## Rangda na ficção
- Shin Megami Tensei III: Nocturne tem Barong como um inimigo recrutável. Tendo um Barong "falante" em seu partido falando com um Rangda selvagem pode levar a uma "Conversa Especial" ("Special Conversation") que se relaciona fortemente à forma como os dois se relacionam entre si na mitologia, bem como conceder um item para o jogador. Como muitos outros jogos de Shin Megami Tensei, a fusão de Barong com Rangda criará Xiva.
- Persona 3 e Persona 4 têm Rangda como uma Persona. É representada muito próxima de uma de suas muitas representações em Bali, incluindo as unhas longas e a língua comprida.
- Final Fantasy XIII tem Rangda como inimigo selvagem.
- Em Os Cavaleiros do Zodíaco, temos o personagem Guilty, mestre de Ikki de Fênix e representante do Santuário de Atena na Ilha da Rainha da Morte, que usa uma máscara com as feições de Rangda como selo da deusa grega para manter os Cavaleiros_Negros retidos na ilha.